# Tossal de les Ganyes
El Tossal de les Ganyes és una muntanya de 668 metres que es troba al municipi de Margalef, a la comarca catalana del Priorat.